# Le Thil
 Le Thil  là một xã thuộc tỉnh Eure trong vùng Normandie miền bắc nước Pháp.

### Huy hiệu
| Arms of Le Thil | The arms of Le Thil are blazoned: Argent, on a cross fleury azure, a lancehead Or, on a chief azure, a horseshoe argent nailed sable between 2 martlets Or. |